# La Femme du marchand de pétrole
Pour plus de détails, voir Fiche technique et Distribution.
La Femme du marchand de pétrole (Жена керосинщика, Zhena kerosinshchika) est un film soviétique réalisé par Alexandre Kaïdanovski, sorti en 1988,.

## Fiche technique
- Photographie : Alekseï Rodionov
- Musique : Alexandre Goltchteïn
- Décors : Viktor Zenkov